# Contesa Adelaide de Lippe-Biesterfeld
Contesa Adelaide de Lippe-Biesterfeld (22 iunie 1870 - 3 septembrie 1948) a fost primul copil al lui Ernest al II-lea, Conte de Lippe-Biesterfeld și a soției acestuia, Contesa Karoline de Wartensleben.